# Râul Mortăuța
Râul  Mortăuța este un curs de apă, afluent al râului Crasna. Cursul superior al râului, amonte de confluența cu râul Corhani este cunoscut și sub numele de Râul Huseni.